# Кім Йон Гвон
Кім Йон Гвон (кор. 김 영권, 27 лютого 1990) — південнокорейський футболіст, захисник клубу «Ульсан Хьонде» та національної збірної Південної Кореї.

## Клубна кар'єра
Вихованець університету Чонджу. Першим професійним клубом Кім Йон Гвона став японський «Токіо». Захисник провів перший матч у команді 20 березня 2010 року проти «Сересо Осаки», вийшовши на гру в стартовому складі
. За підсумками сезону «Токіо» покинув Джей-лігу, а Кім  перейшов в клуб «Омія Ардія». Всього футболіст провів за «Омію» 40 матчів, покинувши клуб в липні 2012 року.

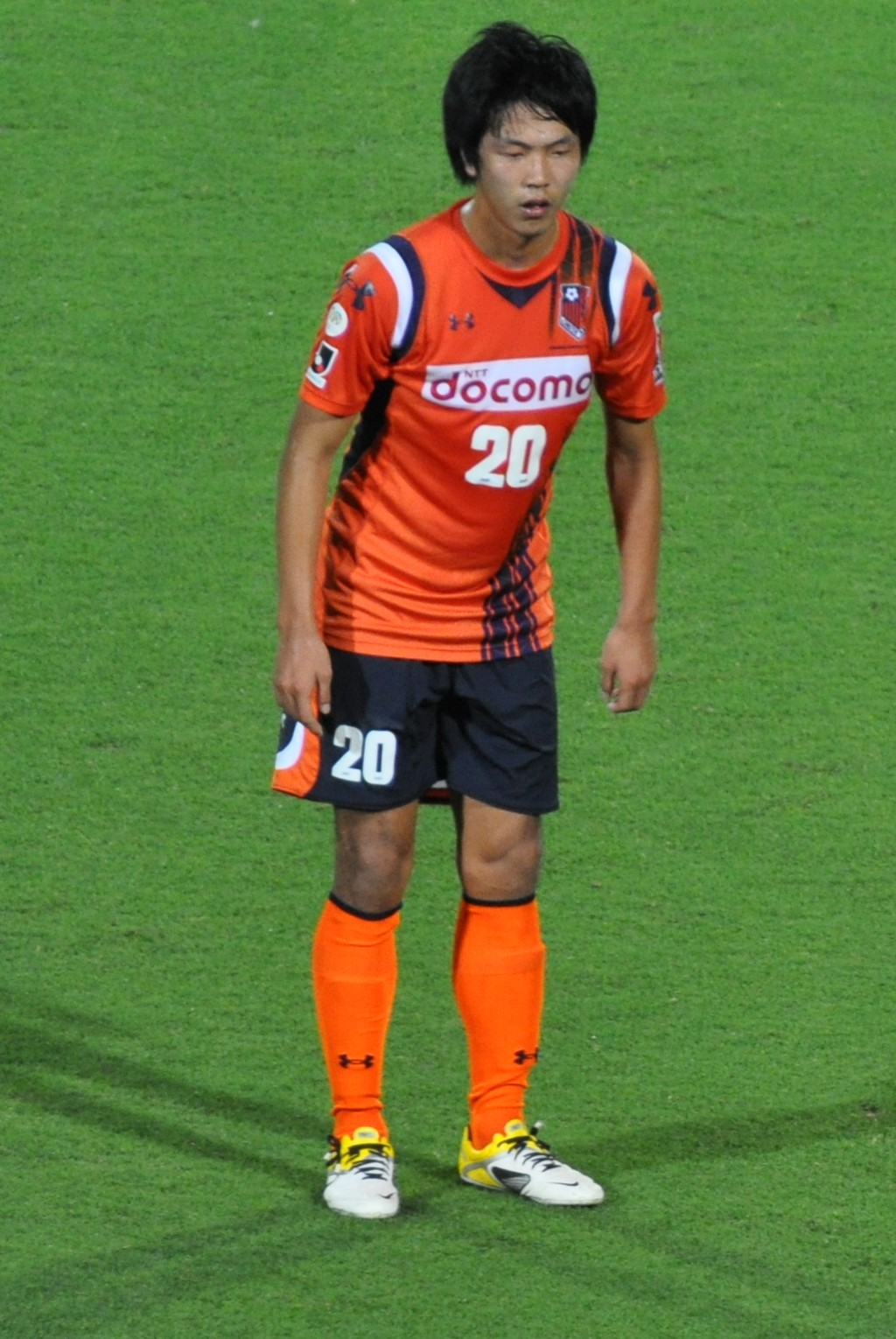
Кім Йон Гвон під час виступів за клуб «Омія Ардія». 2011 рік.

Наступним клубом в кар'єрі Кіма став китайський «Гуанчжоу Евергранд». За підсумками сезону 2012 Кім Йон Гвон у складі «Гуанчжоу Евергранд» став чемпіоном Китаю, повторивши це досягнення і в наступні п'ять сезонів поспіль. Також кореєць вигравав з клубом Кубок та Суперкубок Китаю, а у 2013 та 2015 роках Лігу чемпіонів АФК.

## Виступи за збірні
2009 року залучався до складу молодіжної збірної Південної Кореї, в складі якої був учасником молодіжного чемпіонату світу 2009 року. Захисник провів на турнірі 5 матчів і забив гол у ворота США. Всього на молодіжному рівні зіграв у 20 офіційних матчах, забив 2 голи.
У складі олімпійської збірної Південної Кореї Кім Йон Гвон брав участь у олімпійському футбольному турнірі 2012 року, де зіграв всі 6 матчів і завоювавши разом із командою бронзові медалі.
11 серпня 2010 року дебютував в офіційних іграх у складі національної збірної Південної Кореї в товариському матчі проти збірної Нігерії.
. У товариському матчі проти Сербії 3 червня 2011 року Кім забив свій перший гол за національну збірну, а його ж гольова передача на Пак Чу Йона забезпечила Кореї перемогу з рахунком 2:1.
На чемпіонаті світу 2014 року в Бразилії виходив на поле в стартовому складі в усіх трьох матчах збірної, в яких команда набрала всього одне очко. Також основним був наступного року на Кубку Азії 2015 року в Австралії. На цьому Кім забив другий гол у півфінальному матчі з Іраком (2:0) 26 січня 2015 року, і вперше з 1988 року вивів Південну Корею у фінал Кубка Азії. Там, щоправда, його команда поступилась господарям австралійцям.
Згодом у складі збірної був учасником чемпіонату світу 2018 року у Росії.

## Досягнення
«Токіо»
- Володар Кубка банку Суруга: 2010

 «Гуанчжоу Евергранд»
- Чемпіон Китаю: 2012, 2013, 2014, 2015, 2016, 2017
- Володар Кубка Китаю: 2012, 2016
- Володар Суперкубка Китаю: 2012, 2016, 2018
- Переможець Ліги чемпіонів АФК:  2013, 2015

 «Ульсан Хьонде»
- Чемпіон Південної Кореї: 2022, 2023

Збірні
- Бронзовий призер Азійських ігор: 2010
- Бронзовий олімпійський призер: 2012
- Срібний призер Кубка Азії: 2015
- Переможець Кубка Східної Азії: 2015, 2019